# Idioma shina
El shina (o Tshina) es una lengua indoaria del grupo dárdico hablada en el Gilgit-Baltistan de Pakistán. 

## Distribución
El Shina se habla en valles a gran altura en las estribaciones de Hindukush (Astore, Chilas, Dareil, Tangeer, Gilgit, Ghizer, y algunas partes de Baltistan y Kohistan). También se habla en varios valles situados en Jammu y Cachemira de India (Gurez, Drass, Kargil, Karkit Badgam y Ladakh).
Históricamente el Shina desplazó a dialectos de burushaski, lengua aislada de origen desconocido, que fue relegado a los valles más altos y más periféricos de la región. La influencia de la fonología del burushaski todavía es reconocible en el Shina.
En 1981, se registraban unos 321,000 hablantes de variedad de Gilgit (Gilgiti), y se estima que el total contabilizando los hablantes de otras variedades estaría en torno a 550 000. También existen muchos hablates de Shina en grandes centros urbanos repartidos por tod Pakistán como las ciudades de Islamabad, Rawalpindi, Lahore, Abbottabad, Hyderabad y Karachi.

## Dialectos
La variedad o dialcto principal es el Shina de Gilgit (Gilityaa, Kharochya), algunos otros dialectos importantes son:
- Astori Shina, Asturajaa,
- Dashkinii, Bounzhey, Shina,
- Chilasii, Darelaye Shina,
- Shinakii, Shina,
- Gulapoorii Shina,
- Brokskad (de Baltistán y Ladakh),
- Domaaki,
- Kohistani Shina,
- Palula,
- Savi, y
- Ushojo.[2]

## Descripción lingüística

### Fonología
El inventario consonántico del Shina de Gilgit es el siguiente:
|           |           | Labial | Alveolar | Retrofleja | Palatal | Velar | Glotal |
| --------- | --------- | ------ | -------- | ---------- | ------- | ----- | ------ |
| Oclusiva  | Sorda     | p      | t        | ʈ          |         | k     |        |
| Oclusiva  | Aspirada  | pʰ     | tʰ       | ʈʰ         |         | kʰ    |        |
| Oclusiva  | Sonora    | b      | d        | ɖ          |         | ɡ     |        |
| Africada  | Sorda     |        |          | tʂ         | tʃ      |       |        |
| Africada  | Aspirada  |        |          | tʂʰ        | tɕʰ     |       |        |
| Africada  | Sonora    |        |          | dʐ         | dʒ      |       |        |
| Fricativa | Sorda     | f      | s        | ʂ          | ʃ       |       | h      |
| Fricativa | Sonora    | v      | z        | ʐ          | ʒ       |       |        |
| Nasal     | Nasal     | m      | n        | ɳ          |         |       |        |
| Lateral   | Lateral   |        | l        |            |         |       |        |
| Rótica    | Rótica    |        | r        | ɽ          |         |       |        |
| Semivocal | Semivocal |        |          |            | j       |       |        |

### Tono
Además el Tshina posee dos tonos contrastantes, uno de nivel y otro ascendente.

### Comparación léxica
Los numerales en shina estándar y las otras variedades de shina relacionadas con él son:
| GLOSA | Shina    | Shina        | Shina   | Shina | Shina | Shina           | Shina  | PROTO- SHINA |
| GLOSA | Brokskat | Kundal Shahi | Phalura | Savi  | Shina | Kohistani Shina | Ushojo | PROTO- SHINA |
| ----- | -------- | ------------ | ------- | ----- | ----- | --------------- | ------ | ------------ |
| '1'   | ek       | yɔk          | ɑːk     | yɛk   | ɛk    | ɛk              | ɛk     | *(y)ɛk       |
| '2'   | du       | duiː         | duː     | d̪uː   | du    | dùː             | du     | *duiː        |
| '3'   | trə      | trɑː         | troː    | ɬɑː   | ʈʂe   | ʈʂèː            | tʂe    | *trɑy        |
| '4'   | ʧor      | ʧoːr         | ʧuːr    | ʨoːɾ  | ʧar   | ʧɑ̀ːr            | ʧar    | *ʧoːr        |
| '5'   | puŋs     | pɑ̃ːʤ         | pɑːnʤ   | pãːɲʥ | poʃ   | poʃ             | poʃ    | *pɑnʧ        |
| '6'   | ʂæ       | ʃɑ           | ʂo      | ʂʊˑ   | ʂă    | ʂɑ              | ʂɑ     | *ʂɑ          |
| '7'   | sat      | sɑt̪          | sɑːt    | saːt̪  | sət   | sʌt             | sɑt    | *saːt        |
| '8'   | əʂʈə     | aɑ̃ʃʈ         | ɑːʂʈ    | aːɕ   | ãʂ    | ɑ̃ʂ              | ɑʈʰ    | *aʂʈ-        |
| '9'   | nu       | nɔ̃ː          | nũː     | n̪oː   | nau   | nʌ̃õ̯             | nəo    | *naw         |
| '10'  | daʃ      | dɑy          | dɑːʃ    | d̪ɛɕ   | dai   | dàːe            | dae    | *daʃ         |

## Palabras y expresiones comunes

### Días de la semana
| Español   | Shina     | Sánscrito      |
| --------- | --------- | -------------- |
| Lunes     | Tsunduro  | Sambar         |
| Martes    | Ungaroo   | Mangal bar     |
| Miércoles | Bodo      | Budh bar       |
| Jueves    | Bressput  | Brihaspati bar |
| Viernes   | Shooker   | Suk bar        |
| Sábado    | Shimshere | Sanisch bar    |
| Domingo   | Adit      | Adityabar      |